# Neowithius
Neowithius es un género de arácnido del orden Pseudoscorpionida de la familia Withiidae.

## Lista de especies
Las especies dentro de este género son:
- Neowithius chilensis
- Neowithius cubanus
- Neowithius dubius
- Neowithius exilimanus
- Neowithius insignis